# 1916 Memorial (Limerick)
El 1916 Memorial en Limerick, Irlanda, es uno de muchos levantados en la República de Irlanda para conmemorar a los caídos en el Levantamiento de Pascua de 1916. Localizado en el puente Sarsfield, fue erigido en 1954, tras una recaudación de fondos iniciada en 1931. El monumento fue diseñado por el escultor Albert Power.
Las estatuas de bronce en la parte superior del monumento representa a tres participantes limeriqueses en el Levantamiento de Pascua: Tom Clarke, Ned Daly y Con Colbert, junto a una alegoría de la Madre Irlanda (Mother Ireland). El monumento está configurado alrededor de un pedestal de piedra donde, anteriormente, se erigía una estatua de Viscount FitzGibbon, de la Casa de Mountshannon, que murió durante la Carga de la Brigada Ligera en la Guerra de Crimea, y que fue destruida por nacionalistas en 1930. El monumento fue inaugurado el domingo 27 de mayo de 1956, por Leslie de Barra, la mujer del que fuera líder Republicano Tom Barry. En su discurso, rindió tributo al "trabajo cansado y paciente" y el "ejemplo brioso" de aquellos implicado en el Levantamiento.
Patrick Hillery representó el gobierno irlandés en el jubileo de oro del Levantamiento celebrado en 1966, pasando revista a las tropas que participaron en la ceremonia. Sin embargo, en 2006, el monumento necesitaba trabajos de mantenimiento, y los representantes del Sinn Féin fueron muy críticos con las autoridades locales, alegando que el monumento estaba en "un estado impresionante de abandono".